# Gernot Rumpf

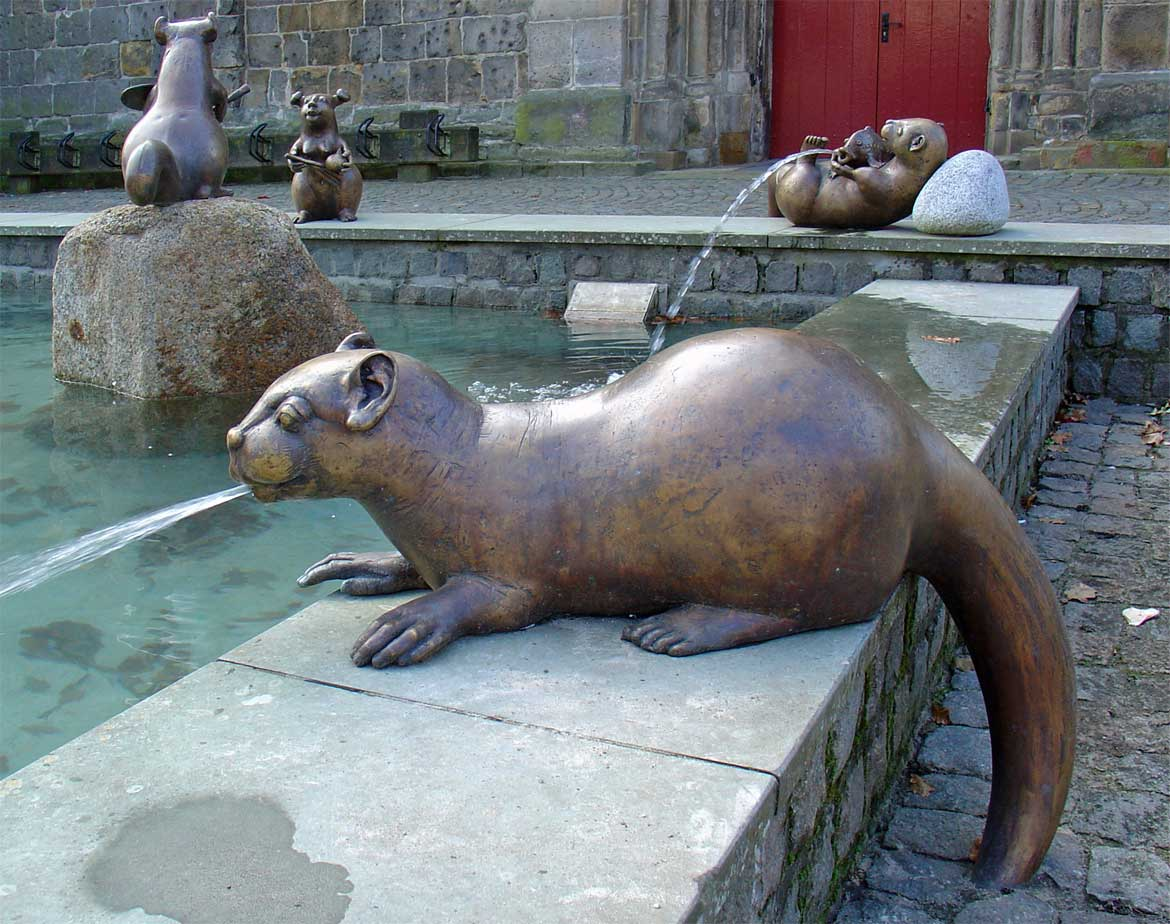
Fontein in Ootmarsum

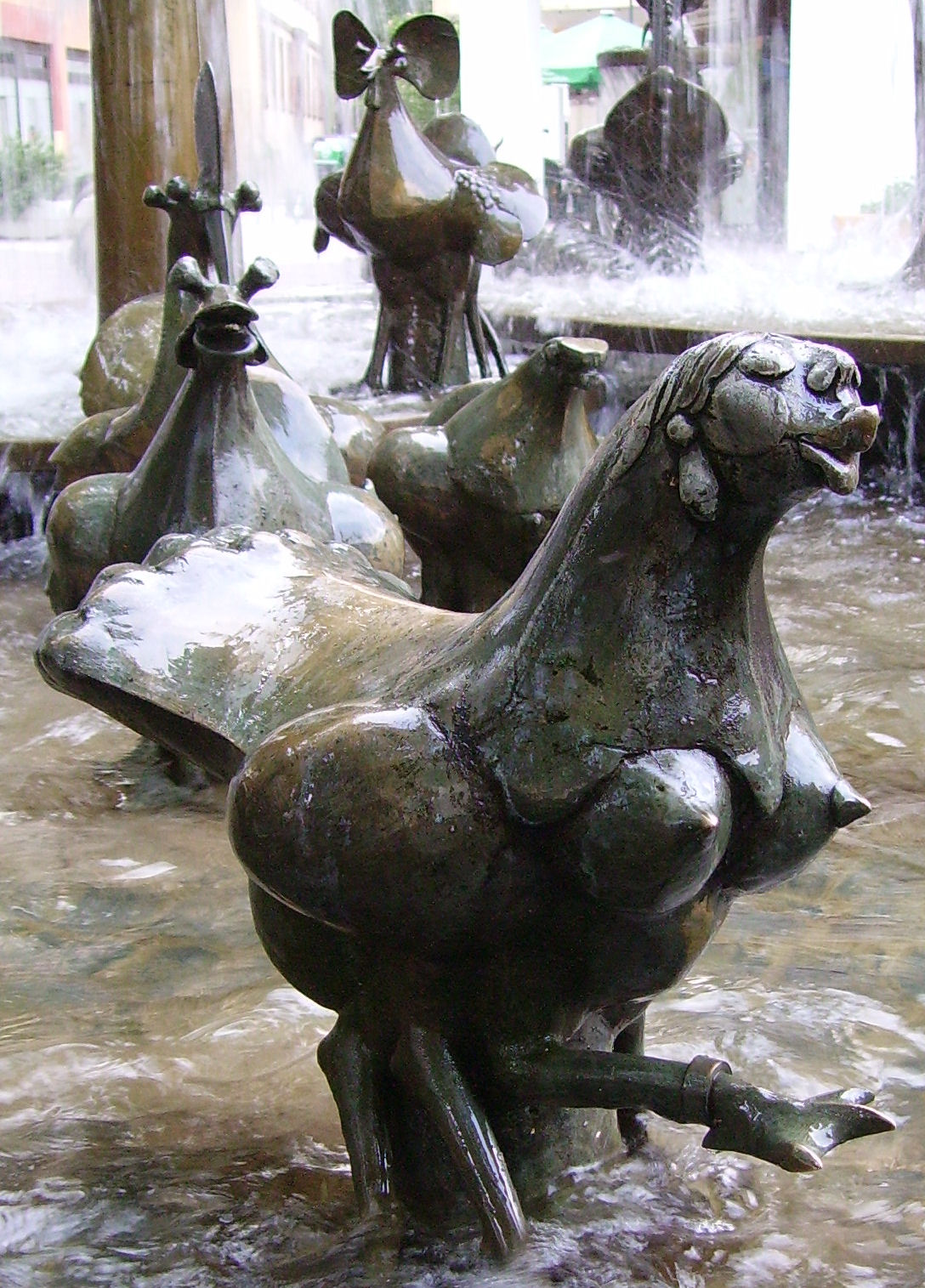
Elwetritschen-Brunnen in Neustadt

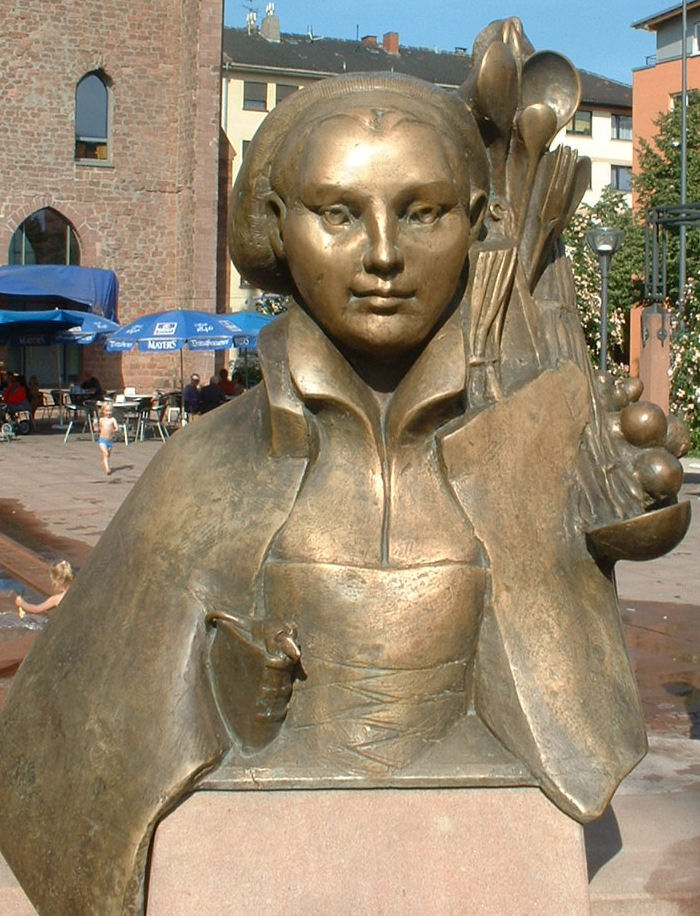
Katharina von Bora, Lutherbrunnen in Ludwigshafen

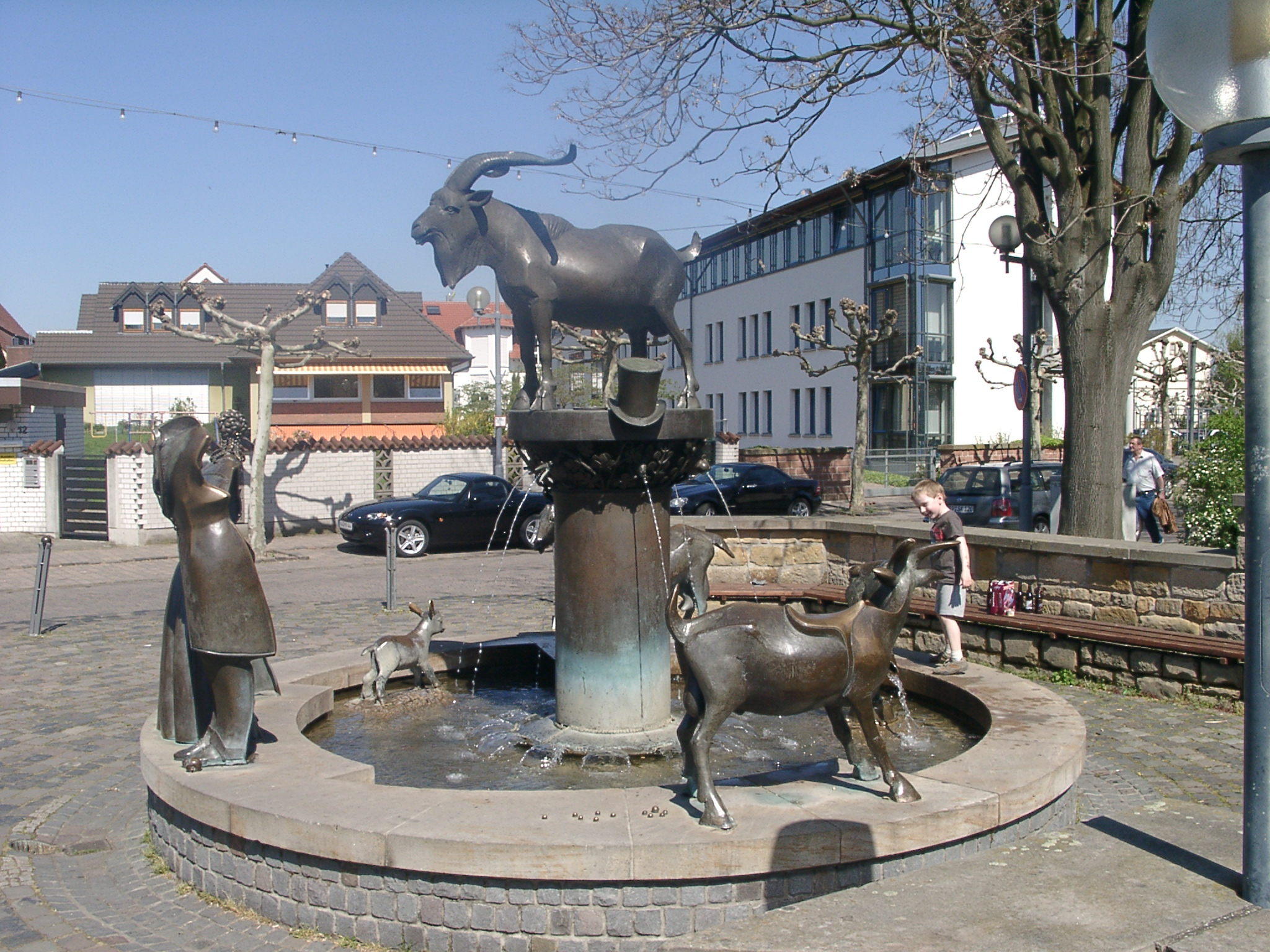
Geißbockbrunnen in Deidesheim

Gernot Rumpf (Kaiserslautern, 17 april 1941 – 20 januari 2025) was een Duitse beeldhouwer.

## Leven en werk
Van 1964 tot 1970 studeerde Rumpf beeldhouwkunst aan de Akademie der Bildenden Künste München in München bij de professoren Josef Henselmann en Hans Ladner. In 1965 opende hij een eigen atelier met bronsgieterij. Van 1967 tot 1969 vervolgde hij zijn studie met een beurs van de Studienstiftung des deutschen Volkes en van 1972 tot 1973 verbleef hij met de Deutsche Akademie Rom Villa Massimo-Preis in Rome. In 1971 nam Rumpf deel aan het Eerste Saarlandse Beeldhouwersymposium in Sankt Wendel. De sculptuur Zum Gedenken an das Grubenunglück in der Schwerspatgrube Eisen maakt deel uit van de beeldenroute Straße der Skulpturen (St. Wendel).
In 1973 werd Rumpf docent aan de Universität Kaiserslautern, in 1979 gevolgd door een hoogleraarschap. In 1980 en in 1983 was hij gasthoogleraar aan de Internationale Sommerakademie für bildende Kunst in Salzburg.
Rumpf werd vooral bekend door zijn "Brunnen" en sculpturen met thema's uit sprookjes, fabels, sagen en mythen uit de Palts, alsmede historische en Bijbelse figuren, die niet alleen in vele Duitse steden, maar ook in Jeruzalem en Tokio zijn te zien. Een deel van zijn werk schiep Rumpf samen met de beeldhouwster Barbara Rumpf (1960), met wie hij in 1981 huwde.
De kunstenaar leeft en werkt in Neustadt an der Weinstraße.
Rumpf overleed op 20 januari 2025 op 83-jarige leeftijd.

## Werken
- Alzey
Rossmarktbrunnen (1985)
- Bad Bergzabern
Weinbrunnen
- Bad Dürkheim
Altarkreuz aus Bronze mit Tieren und Pflanzen in de Evangelische Kirche im Stadtteil Leistadt (1994)
- Bornheim (Rijnland-Palts)
Saubrunnen
Beeldengroep Lehrer Lämpel met Brunnen
- Dannstadt-Schauernheim
Ochs- und Esel-Brunnen in de wijk Schauernheim (1998)
- Deidesheim
Geißbockbrunnen (1985)
- Dettingen unter Teck
Rathausbrunnen (2000)
- Duisburg
Brunnen im Kreuzganghof van de Abtei Hamborn (1993)
- Edenkoben
Lederstrumpfbrunnen (1987)
- Erbes-Büdesheim
Vormgeving Weedeplatz met een Kneippbrunnenbecken (2007)
- Flörsheim am Main
Brunnenskulptur vorr de Mainturm
- Friedrichshafen
Buchhornbrunnen
- Geislingen an der Steige
Forellenbrunnen (1982)
- Heidelberg
Heidelberger Brückenaffe
- Herxheim bei Landau
Dorfbrunnen
Tabakbrunnen in de wijk  Hayna
Waschanlage zur Jahrhundertwende
- Jeruzalem
Löwenbrunnen (1989)
- Kaiserslautern
Kaiserbrunnen am Mainzer Tor aan de Mainzer Tor (1987)
- Koblenz
Erfinderbrunnen (1983)
- Konstanz
Kaiserbrunnen op de Marktstätte
- Ludwigshafen am Rhein
Lutherbrunnen voor de ruïne van de Lutherkirche
- Mainz
Glockenbaum of ook wel Beamtenwecker (1974/75)
Heunensäule (1975)
Menschenfischeraltar in de St. Peter (Mainz) (1989)
Stein- und Bronzearbeiten in de Evangelische Kirche Mainz-Ebersheim
- Mannheim
Papyrusbrunnen bij de Mannheimer Wasserturm
Regenbrunnen in de Gottlieb-Daimler-Straße (1977)
- Neustadt an der Weinstraße
Elwetritschenbrunnen aan de Marstallplatz (1978)
Löwe Leo voor het gemeentehuis
Paradiesbrunnen aan de Kartoffelmarkt (1973)
- Obermoschel
Elwetritschenbrunnen aan de Kirchplatz
- Ootmarsum
Fontein (2008)
- Otterstadt
Otterdritschenbrunnen (2004)
- Speyer
Lesepult in de Gedächtniskirche der Protestation (Speyer)
- Viersen
Remigiusbrunnen aan de Remigiusplatz
- Worms
Altartisch in de Kirche St. Peter Worms-Herrnsheim
- Xanten
Bronzealtar in de St.-Viktor-Dom